# Adrienn Szathmáry
Adrienn Szathmáry (14 ottobre 1980) è una pentatleta ungherese.

## Palmarès
In carriera ha conseguito i seguenti risultati:
- Mondiali:

Varsavia 2005: argento nel pentathlon moderno a squadre.
- Europei

Albena 2004: argento nel pentathlon moderno staffetta a squadre ed a squadre.